# مسجد تريبليكان لابي
مسجد تريبليكان لابي (بالإنجليزية: Triplicane Labbai Jamaath Masjid) هو مسجد يقع في حي تريبليكان في ولاية تاميل نادو في الهند، شيد المسجد في عام 1889، وقد تم التخطيط لإجراء تجديدات رئيسية عليه.